# Clodió
Clodió (? - 448), va ser un cap dels francs salis i el primer rei conegut de la Dinastia merovíngia. Potser fill del llegendari rei Faramond, va ser anomenat "el Cabellut" perquè tenia molts cabells o perquè portava els cabells més llargs que els seus predecessors.
Començà a regnar quan el general romà Aeci el va atacar al capdavant d'un gran exèrcit. Va ser derrotat i desposseït de totes les seves propietats a la Gàl·lia. Clodió, per venjar-se dels romans, va atacar Turíngia i es va dedicar al pillatge, capturant per sorpresa Dispargum. Aeci el va perseguir i el va tornar a vèncer.
La pau va durar poc, ja que Clodió s'adonà que les viles de la fecunda Gàl·lia Belga estaven indefenses; va conquerir el país fins a la proximitat del riu Somme. L'èxit no durà massa, ja que Aeci el va atacar quan estava celebrant el casament d'un gran senyor del seu exèrcit. Va perdre tot el que havia conquerit a un costat del Rin. Després de vint anys de regnat va morir vora l'any 448, segons alguns, a causa del dolor per la mort del seu primogènit, mort durant el setge de Soissons. Es desconeix el nom de la reina i el nombre dels seus fills.
El va succeir Meroveu, possiblement el seu fill.